# Majd Eid
 (mars 2025).
Motif : faible notoriété dans l'ensemble.
- Archive Wikiwix
- Bing
- Cairn
- DuckDuckGo
- E. Universalis
- Gallica
- Google
- G. Books
- G. News
- G. Scholar
- Persée
- Qwant
- (zh) Baidu
- (ru) Yandex
- (wd) trouver des œuvres sur Wikidata

| 1. | Préciser le motif de la pose du bandeau. | Précisez le motif de la pose du bandeau en utilisant la syntaxe suivante : {{admissibilité à vérifier\|date=août 2025\|motif=remplacez ce texte par le motif}}                |
| 2. | Informer les utilisateurs concernés.     | Pensez à avertir le créateur de l'article, par exemple, en insérant le code ci-dessous sur sa page de discussion : {{subst:avertissement admissibilité à vérifier\|Majd Eid}} |

Majd Eid (مجد عيد), est un acteur et  animateur de radio jordanien, né en 1988 à Oman .

## Filmographie
Sauf indication contraire, les informations mentionnées dans cette section peuvent être confirmées par la base de données cinématographiques IMDb,  présente dans la section « Liens externes ».

### Longs-métrages
- 2020 : Gaza mon amour d'Arab et Tarzan Nasser : Mosab
- 2021 : The Alleys de Bassel Ghandour
- 2022 : A Gaza Weekend de Basil Khalil
- 2022 : Les Nuits de Mashhad d'Ali Abbasi : un photographe
- 2022 : Rebel d'Adil El Arbi et Bilall Fallah
- 2024 : Way Home de Charlotte Sieling : Nazir
- 2025 : Inheritance de Neil Burger : Khalil Jamal
- 2025 : Once Upon a Time in Gaza d'Arab et Tarzan Nasser : Osama

### Courts-métrages
- 2016 : Sukkar Maleh
- 2017 : Namous

### Séries télévisées
- 2016-2017 : Cut and Stick (série télévisée)
- 2017 : Latt Wa Ajen (mini-série), 1 épisode